# Kalanchoe millotii
Kalanchoe millotii ist eine Pflanzenart der Gattung Kalanchoe in der Familie der Dickblattgewächse (Crassulaceae). Das Artepitheton ehrt den französischen Illustrator Adolphe Millot (1857–1921).

## Beschreibung
Die ausdauernde Kalanchoe millotii ist ein stark verzweigter und dichte Haufen bildender Kleinstrauch, der Wuchshöhen von 40 bis 100 Zentimeter erreicht. Sie ist vollständig mit dichten, winzigen, weißlichen, sternförmigen Haaren bedeckt. Ihre aufrechten Triebe sind verholzt und kräftig. Die fleischigen, dicken, flachen, frischgrünen bis gräulich grünen Laubblätter sind gestielt. Der 5 bis 18 Millimeter lange Blattstiel ist fleischig, an der Oberseite gefurcht und an der Basis leicht vergrößert. Die verkehrt eiförmige, eiförmige bis kreisrunde Blattspreite ist 3 bis 6,5 Zentimeter lang und breit. Die Spitze ist gerundet und endet in einem zugespitzten Zahn. Die Basis ist keilförmig, der gezähnte Blattrand ist unregelmäßig buchtig mit breiten zugespitzten Zähnen.
Der Blütenstand ist eine mehr oder weniger dichte ebensträußige Rispe. Die aufrechten Blüten sitzen an dicken, 3 bis 4 Millimeter langen Blütenstielen. Die gelbgrüne bis orange, drüsig-haarige Kelchröhre ist 4 bis 5 Millimeter lang und endet in dreieckigen, zugespitzten Zipfeln, die 3,5 bis 4,5 Millimeter lang und 3,2 bis 3,5 Millimeter breit sind.
Die Blütenkrone ist röhrig, gelbgrün bis orangerot. Die zylindrische, 9 bis 11 Millimeter lange Kronröhre hat linealisch-rechteckige, eiförmige bis gerundete, zugespitzte Zipfel von 3 bis 4 Millimeter Länge und 2 bis 2,5 Millimeter Breite. Die Staubblätter sind oberhalb der Mitte der Kronröhre angeheftet und ragen alle aus der Kronröhre heraus. Die gelben Staubbeutel sind nierenförmig und etwa 0,7 Millimeter groß. Die trapezförmig-ausgerandeten Nektarschüppchen sind etwa 1 Millimeter lang. Das längliche Fruchtblatt ist zwischen 7 und 9 Millimeter, der Griffel zwischen 2,5 und 3,5 Millimeter lang.

## Systematik und Verbreitung
Kalanchoe millotii ist in Zentralsüd- und Süd-Madagaskar in Trockenwäldern und xerophytischem Busch verbreitet. Die Erstbeschreibung erfolgte 1912 durch Raymond-Hamet und Henry Perrier.

## Nachweise